# Seongdong-gu
Seongdong-gu (Hangul: 성북구; Hanja: 城東區; Hán Việt: Thành Đông khu) là một quận (gu) của thủ đô Seoul, Hàn Quốc. Quận này có diện tích 16,85 km2, dân số 325.251 người. Quận được chia ra thành 20 phường (dong) hành chính. Quận này nằm ở bờ bắc của sông Han.

## Phân cấp hành chính
Quận Seongdong bao gồm 20 dong hành chính (haengjeong-dong, 행정동)
- Doseon-dong (도선동 道詵洞 Đạo Sân động)
- Hongik-dong (홍익동 弘益洞 Hoằng Ích động): dong hợp pháp (beopjeong-dong, 법정동)
- Eungbong-dong (응봉동 鷹峰洞 Ưng Phong động)
- Haengdang-dong (행당동 杏堂洞 Hạnh Đường động) 1∼2
- Geumho-dong (금호동 金湖洞 Kim Hồ động) 1∼4
- Majang-dong (마장동 馬場洞 Mã Tràng động)
- Oksu-dong (옥수동 玉水洞 Ngọc Thủy động) 1∼2
- Sageun-dong (사근동 沙斤洞 Sa Cân động)
- Seongsu 1ga 1 dong (성수1가 1동 聖水1街 1洞 Thánh Thủy 1 Nhai 1 động)
- Seongsu 1ga 2 dong (성수1가 2동 聖水1街 2洞)
- Seongsu 2ga 1-dong (성수2가 1동 聖水2街 1洞)
- Seongsu 2ga 3-dong (성수2가 3동 聖水2街 3洞)
- Songjeong-dong (송정동 松亭洞 Tùng Đình động)
- Yongdap-dong (용답동 龍踏洞 Long Đạp động)
- Wangsimni-dong (왕십리동 往十里洞 Vãng Thập Lý động) 1∼2
- Sangwangsimni-dong (상왕십리동 上往十里洞 Thượng Vãng Thập Lý động): dong hợp pháp (beopjeong-dong, 법정동)
- Hawangsimni-dong (하왕십리동 下往十里洞 Hạ Vãng Thập Lý động): dong hợp pháp (beopjeong-dong, 법정동)

## Vận chuyển

### Đường sắt
KORAIL
- Tuyến Jungang ( Tuyến Gyeongui–Jungang)
(Dongdaemun-gu) ← Wangsimni ─ Eungbong ─ Oksu → (Yongsan-gu)
- Tuyến Suin-Bundang
Wangsimni ─ Rừng Seoul → (Gangnam-gu)

Seoul Metro
- Tàu điện ngầm Seoul tuyến số 2
(Jung-gu) ← Sangwangsimni ─ Wangsimni ─ Đại học Hanyang ─ Ttukseom ─ Seongsu → (Gwangjin-gu)
- Tàu điện ngầm Seoul tuyến số 2
Seongsu ─ Yongdap ─ Sindap → (Dongdaemun-gu)
- Tàu điện ngầm vùng thủ đô Seoul tuyến số 3
(Jung-gu) ← Geumho ─ Oksu → (Gangnam-gu)
- Tàu điện ngầm vùng thủ đô Seoul tuyến số 5
(Jung-gu) ← Singeumho ─ Haengdang─ Wangsimni ─ Majang → (Dongdaemun-gu)

## Các đơn vị kết nghĩa
- Hampyeong, Hàn Quốc
- Hoài Nhu, Trung Quốc
- Jincheon, Hàn Quốc
- Seocheon, Hàn Quốc
- Quận Cobb, Georgia, Mỹ